# Ридигер, Людвик

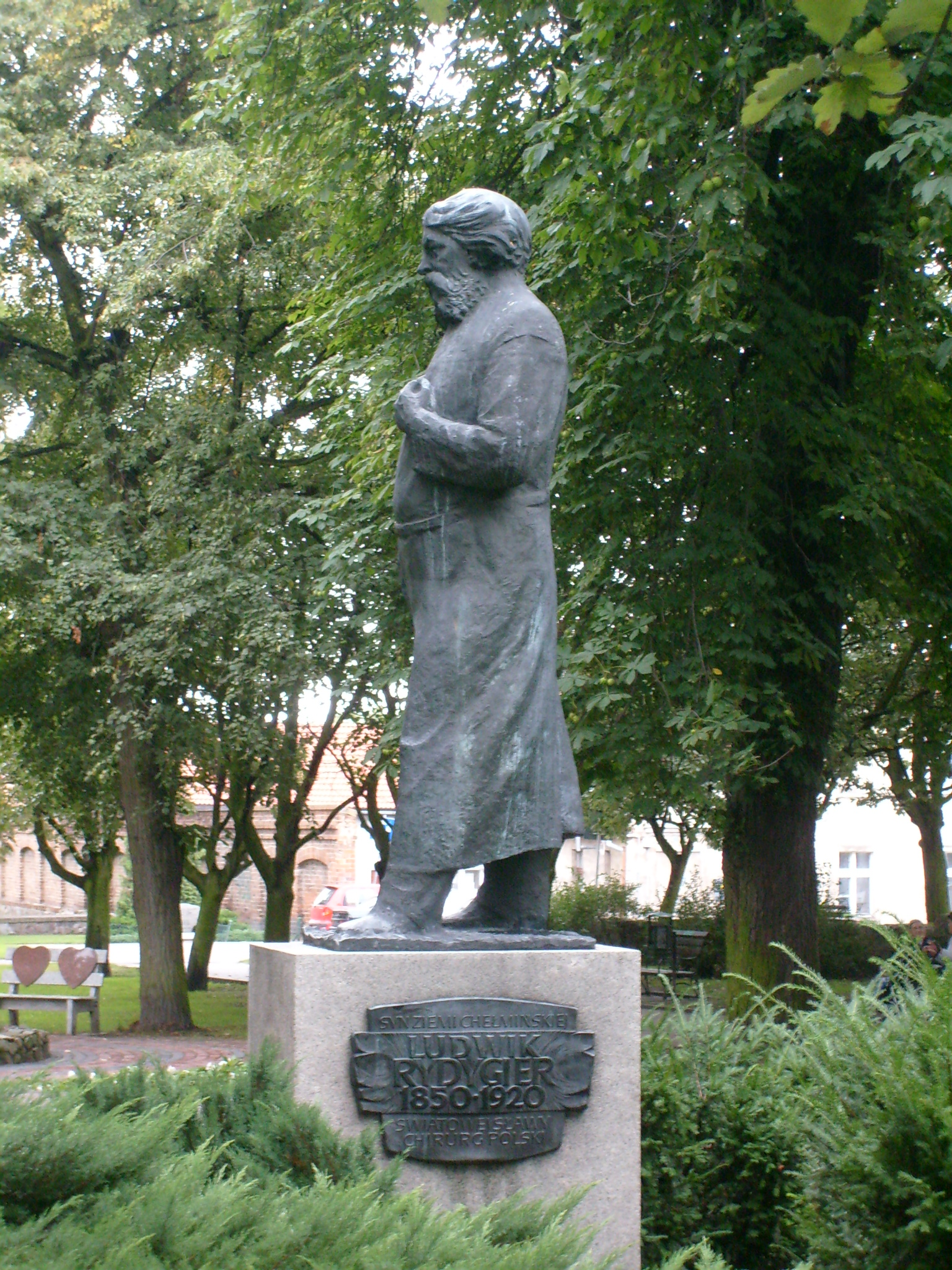
Памятник Л. Ридигеру в Хелмно

Людвик Ридигер (пол. Ludwik Rydygier; 21 августа 1850, с. Дусоцин, Пруссия, ныне Куявско-Поморского воеводства, Польша — 25 июня 1920, Львов) — известный польский учёный-медик, хирург, педагог, профессор (1887), доктор медицины, ректор Львовского университета (1901—1902), генерал бригады Войска Польского.
Основатель Львовской хирургической школы.

## Биография

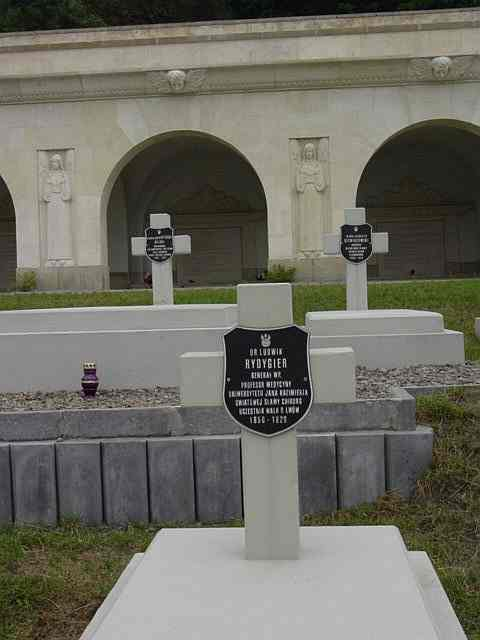
Могила Людвика Ридигера на Мемориале львовских орлят.

В 1873 окончил медицинский факультет Грайфсвальдского университета.
Работал:
- ассистентом хирургической клиники в Данциге (1874—1877) и в г. Грайфсвальде (1877);
- доцентом хирургии Йенского университета (1877—1878);
- учредителем-руководителем частной хирургической клиники в г. Хелмно (1879—1887),
- заведующим кафедрой хирургии (1887—1897), деканом медицинского факультета (1888-89) Ягеллонского университета в Кракове,
- заведующим кафедрой хирургии (1897—1919), деканом медицинского факультета (1898—1899, 1911—1912), ректором (1901-02) Львовского университета.

Основатель Общества хирургов и организатор I съезда хирургов Польши (1889). В 1889 году он инициировал и организовал проведение первого в Польше съезда хирургов (эти съезды в 1921 году дали начало Обществу польских хирургов (Towarzystwo Chirurgów Polskich).
Пожизненный председатель Общества и съездов хирургов Польши.
Президент Львовского врачебного общества (1904).
За достижения в медицинской науке и образовании в 1903 награждён дворянским титулом Ludwik Rydygier Ritter von Ruediger и почётным званием Советника Австрийского правительства (1897).
Во время первой мировой войны руководил военным госпиталем в Брно, после войны вернулся во Львов.
В 1918 — участник польско-украинской войны. Во время битвы за Львов участвовал в создании санитарно-медицинской службы Войска Польского. Был зачислен в польскую армию в чине генерал-лейтенанта. В 1920 году занимался организацией военных госпиталей. Был главным санитарным врачом Генерального округа «Поморье» (Okręg Generalny «Pomorze»), консультантом и главным хирургом штаба направлении «Восток» (Dowództwo «Wschód»).
В 1920 году получил звание бригадного генерала.
25 июня 1920 внезапно умер. Сначала был похоронен на Лычаковском кладбище, позже перезахоронен на Мемориале львовских орлят (Cmentarz Orląt Lwowskich).

## Научная деятельность
Среди основных направлений научных исследований Ридигера были: хирургия органов желудочно-кишечного тракта, костей и суставов.
В 1880 вторым в мире он выполнил резекцию пилорического отдела желудка по поводу рака.
В 1881 году Людвик Ридигер провёл во Львове первую в мире успешную хирургическую операцию по поводу язвы желудка. Первым в мире в том же году выполнил резекцию желудка по поводу язвы двенадцатиперстной кишки.
Доказал, что можно накладывать швы на сердце при его ранении (1893); прорабатывал вопросы хирургического лечения туберкулеза костей и суставов, пластики костей и псевдоартрозов, антисептики и асептики в хирургии, усовершенствовал технику наложения кишечных швов, перевязки крупных сосудов в лечении миомы матки; предложил новые методы операционного лечения патологии мочевыводящих путей, предстательной железы, онкологических заболеваний и др.
Некоторые введенные им методики операций на желудке, при раке прямой кишки, ампутации, кардиохирургические, ортопедические, урологические и пластические вмешательства широко применяются и сегодня.
Автор около 200 научных работ, среди них учебника по хирургии.

## Избранные научные труды
- Experimentelle Beiträge zur Lehre von Wirkung der Carbonsäure (1874);
- Eine neue Methode zur Behandlung der Pseudoartrosen (1878);
- Ueber Pylorusresektion (1882);
- Podręcznik chirurgii szczegułowej. Kraków, 1884-93, T.1-2;
- Wie soll man chloroformieren (1893);
- Die Behandlung der Gelenkstuberculose (1895);
- Drugi mój sposób wycinania żołądka (1904);
- O leczeniu przerostu gruczołu krokowego (stręczu) (1906);
- Kilka uwag o wycinaniu żołądka w 25 rocznicę pierwszego mego wycięcia odżwiernika (1906).

## Награды
- Орден Железной короны
- Орден Святого Григория Великого

Именем Людвика Ридигера названы улицы в Варшаве, Торуни, Быдгоще, Гданьске и пр.